# Phora indivisa
Phora indivisa är en tvåvingeart som beskrevs av Schmitz 1948. Phora indivisa ingår i släktet Phora och familjen puckelflugor. Inga underarter finns listade i Catalogue of Life.